# Pirttiniemenjärvi
Pirttiniemenjärvi är en sjö i Pajala kommun i Norrbotten och ingår i Kalixälvens huvudavrinningsområde. Sjön har en area på 1,57 kvadratkilometer och ligger 158 meter över havet. Pirttiniemenjärvi ligger i Torne och Kalix älvsystem Natura 2000-område. Sjön avvattnas av vattendraget Pirttiniemenjoki (Suankijoki).

## Delavrinningsområde
Pirttiniemenjärvi ingår i det delavrinningsområde (743067-182158) som SMHI kallar för Utloppet av Pirttiniemenjärvi. Medelhöjden är 171 meter över havet och ytan är 10,66 kvadratkilometer. Räknas de 6 avrinningsområdena uppströms in blir den ackumulerade arean 105,68 kvadratkilometer. Pirttiniemenjoki (Suankijoki) som avvattnar avrinningsområdet har biflödesordning 3, vilket innebär att vattnet flödar genom totalt 3 vattendrag innan det når havet efter 158 kilometer. Avrinningsområdet består mestadels av skog (56 procent) och sankmarker (17 procent). Avrinningsområdet har 1,64 kvadratkilometer vattenytor vilket ger det en sjöprocent på 15,4 procent.